# 氾水镇
氾水镇，是中华人民共和国江苏省扬州市宝应县下辖的一个乡镇级行政单位。位于该县南部，京杭大运河沿线。

## 历史沿革
从苏北宝应县城沿[大运河]南下约20公里，有一座历史悠久的古镇——范水镇。范水镇肇源于汉末，始建于唐，后又重建于明初。明清运河繁忙的漕运必经范水，其交通十分便利,商贾云集，经济发达，集镇规模不断增大，深厚的历史底蕴留下了丰富的文化遗存。唐宋时范水集（在今镇西南数里），元代称范氏寨，元末明初沉于洪水。现今的范水镇建于明朝初年。《[中华人民共和国地名词典]》载：“明洪武年间称宝应南三十六里有新镇，万历年间开宏济河，建氾水闸，镇以闸名。”据《[宋史]》记载：真宗、光宗时大筑漕堤，潴水渐多，境内始有范光湖。建国后为氾水区、氾水公社、氾水乡，1985年撤乡为镇，2000年与韦镇、石桥、氾光湖三乡镇合并，为氾水镇，2002年经省民政厅批准更名为“范水镇”。 2012年5月，为充分彰显“金氾水”的历史文化底蕴，经省、市批准，范水镇恢复原名氾水镇。。

## 行政区划
氾水镇下辖以下地区：
东园社区、红旗社区、胜利社区、东风社区、花园社区、西园社区、北园社区、成庄村、郎儿村、长沙村、戈店村、石桥村、龙河村、太平村、江宝村、新阳村、高阳村、韦北村、柘沟村、京杭村、瓦甸村、牌坊村、范西村、新荡村、新民村、苏律村、迎丰村、宋埠村和金宝渔业村。